# Giuseppe Mor
Giuseppe Mor (* 31. März 1853 in Trient; † 27. Februar 1923 ebenda) war ein italienischer Schriftsteller.
Mor versuchte sich als Schriftsteller in der italienischen Hochsprache, eignete sich dann aber autodidaktisch die im Trentino gesprochenen Dialekte an, in denen er fortan seine Werke verfasste. Er gilt als Schöpfer der Dialektdichtung dieser Region.
Er war ein scharfsinniger Kritiker der gesellschaftlichen Zustände in Trient, der sich entschieden für die Italianità Trentinos einsetzte. Er gehörte damit zu einem Kreis säkularer und liberaler Schriftsteller der Stadt, der sich scharf von katholisch-konservativen Schriftstellern wie Vittorio Felini abgrenzte.

## Werke (Auswahl)
- Figaro su, figaro giù, 1907
- Versi dialettali trentini, 1908
- Sonetti d’occasione in dialetto di Trento, 1918
- Versi trentini, 1922